# 175 (nombre)
Cet article concerne le nombre 175. Pour les années, voir 175 et 175 av. J.-C..
Le nombre 175 (cent soixante-quinze ou cent septante cinq) est l'entier naturel suivant 174 et précédant 176.

Quadrature du carré de côté 175, d'ordre 24.

## En mathématiques
Cent soixante-quinze est :
- une quadrature parfaite d'un carré, voir figure ci-contre.
- un nombre décagonal,
- la constante magique des carrés magiques normaux d'ordre 7.
- 175 = 11 + 72 + 53 (135, 518 et 598 ont aussi cette propriété).
- 175 est divisible par le produit de ses chiffres, 35, ce qui en fait un « nombre de Zuckerman ».

## Dans d'autres domaines
- Le paragraphe 175 est un paragraphe du code pénal allemand qui rendait criminels les actes homosexuels entre hommes jusqu'en 1994.
- Le vol 175 des United Airlines est un vol Boston-Los Angeles qui s'écrasa sur la tour sud du World Trade Center après avoir été détourné par des terroristes à New York le 11 septembre 2001.
- KR 175, un véhicule fabriqué par Messerschmitt.
- Ligne 175 (chemin de fer slovaque).

Salaheddinie Houabizi